# Bonifacij
Bonifacij je moško osebno ime.

## Različice imena
Bonifacij je skorajda unikatno ime. V Sloveniji so bile v uporabi moške različice tega imena: Bonifac, Boniface, Bonifacijus, Bono, ter ženska oblike imena: Bonifacija, Bonka in Boni.

## Tujejezikovne različice
- pri Angležih, Francozih: Boniface
- pri Čehih, Madžarih, Slovakih: Bonifác
- pri Nemcih: Bonifatius
- pri Poljakih: Bonifacy
- pri Rusih: Бонифаций

## Izvor imena
Ime Bonifacij izhaja iz latinskega imena Bonifatius. To razlagajo iz latinskih besed bonum »dobro« in face »delati, opraviti, storiti«, ali pa iz zveze bonum fatum »dobra usoda, sreča«-

## Pogostost imena
- Leta 1994 je bilo v Sloveniji po podatkih iz knjige Leksikon imen Janeza Kebra 138 nosilcov imena Bonifacij. Ostale različice, ki so bile še v uporabi: Bonifac (139), Bono (6), Boni (6) in Bonifacija (139).[2]
- Po podatkih Statističnega urada Republike Slovenije je bilo na dan 31. decembra 2007 v Sloveniji število moških oseb z imenom Bonifacij manjše kot 5 ali pa se to ime med moškimi sploh ni uporabljalo.[3]

## Izbor svetniškega imena
Med svetniki sta dva sveta Bonifacija. Prvi je sv. Bonifacij, škof in mučenec, ki je tudi zadnji izmed trojice t. i. »ledenih mož«, ki po ljudskem vremenskem koledarju prinašajo hlad in dež, god praznuje 14. maja. Drugi pa je sv. Bonifacij mučenec iz 8. stol., apostol Nemcev, prvi nadškof v Mainzu in cerkveni pisatelj, god praznuje 5. junija

## Izpeljava priimka
Bonifacij je bilo v preteklosti pogosto rojstno ime. Iz imena in njegovih skrajšanih oblik so nastali priimki kot: Bonač, Bonačič, Bonc, Boncelj, Bonč, Bonča, Bončar, Bončina, Bonič, Bonko, Bonšek.

## Znane osebe
Bonifacij je bilo med drugim ime devetim papežem.

## Zanimivost
Po nekem zemljiškem lastniku Bonifaciju se zelo verjetno imenuje Bonifacija, ki je del Viča v Ljubljani.